# Episodi di Harper Valley P.T.A. (seconda stagione)
La seconda stagione della serie televisiva Harper Valley P.T.A. è stata trasmessa in anteprima negli Stati Uniti d'America dalla NBC tra il 29 ottobre 1981 e il 1º maggio 1982.
| nº | Titolo originale                            | Titolo italiano | Prima TV USA     | Prima TV Italia |
| -- | ------------------------------------------- | --------------- | ---------------- | --------------- |
| 1  | Make Room for Uncle Buster                  |                 | 29 ottobre 1981  |                 |
| 2  | Good for the Goose.... Sauce for the Gander |                 | 5 novembre 1981  |                 |
| 3  | Reunion Fever                               |                 | 12 novembre 1981 |                 |
| 4  | The $500 Dollar Misunderstanding            |                 | 19 novembre 1981 |                 |
| 5  | Stella's Scam                               |                 | 12 dicembre 1981 |                 |
| 6  | Harper Valley Christmas                     |                 | 19 dicembre 1981 |                 |
| 7  | Low Noon                                    |                 | 26 dicembre 1981 |                 |
| 8  | Flora's Dinner Party                        |                 | 2 gennaio 1982   |                 |
| 9  | The Show Must Go On                         |                 | 1982             |                 |
| 10 | Firechief Follies                           |                 | 30 gennaio 1982  |                 |
| 11 | Svengali of the Valley                      |                 | 6 febbraio 1982  |                 |
| 12 | Stella Della                                |                 | 20 febbraio 1982 |                 |
| 13 | Stella Rae                                  |                 | 27 febbraio 1982 |                 |
| 14 | Harper Valley Hoedown                       |                 | 10 aprile 1982   |                 |
| 15 | Grizzly Gap                                 |                 | 17 aprile 1982   |                 |
| 16 | The Return of Charlie's Chow Palace         |                 | 24 aprile 1982   |                 |
| 17 | Harper Valley Sentinel                      |                 | 1º maggio 1982   |                 |